# Nenad Grozdić

Nenad Grozdić (en serbe en écriture cyrillique : Ненад Гроздић), né le 3 février 1974 à Kučevo (Yougoslavie aujourd'hui en Serbie), est un footballeur serbe international yougoslave, qui évoluait au poste de milieu de terrain et en équipe de Yougoslavie.
Grozdić n'a marqué aucun but lors de ses onze sélections avec l'équipe de Yougoslavie entre 1998 et 2000.

## Carrière
- 1992-1993 : RFK Majdanpek  RF Yougoslavie
- 1993-1994 : Zvižd Kučevo  RF Yougoslavie
- 1994-1995 : Rudar Kostolac  RF Yougoslavie
- 1995-1999 : Obilić Belgrade  RF Yougoslavie
- 1999-2000 : Vitesse Arnhem  Pays-Bas
- 2000-2002 : Racing Club de Lens  France
  - 2001-2002 : Racing de Ferrol  Espagne (prêt)
- 2002-déc. 2003 : Rad Belgrade  Serbie-et-Monténégro
- jan. 2004-déc. 2005 : Bursaspor  Turquie
- jan. 2006-déc. 2006 : SC-ESV Parndorf  Autriche
- jan. 2007-2008 : ASK Schwadorf  Autriche
- 2008-déc. 2009 : FC Pasching  Autriche
- 2010-déc. 2010 :  SV Lackenbach  Autriche

## Palmarès

### En équipe nationale
- 11 sélections et 0 but avec l'équipe de Yougoslavie entre 1998 et 2000.
- Premier match avec la Yougoslavie : Argentine : 3-1 : Yougoslavie, le 24 février 1998.

### Avec l'Obilić Belgrade
- Vainqueur du Championnat de Yougoslavie en 1998.
- Finaliste de la Coupe de Yougoslavie en 1998.